# Ewa Kowalczyk
Ewa Borowa-Kowalczyk (ur. 6 grudnia 1965 w Warszawie) – polska florecistka i szpadzistka, pierwsza w historii indywidualna mistrzyni Polski w szpadzie, medalistka Uniwersjady (1989).

## Kariera sportowa
Była zawodniczką Marymontu Warszawa (1978-1991). Jako florecistka była drużynową wicemistrzynią Polski (1985), a w 1986 zdobyła brązowy medal MP w turnieju drużynowym. W 1987 zwyciężyła w pierwszych, nieoficjalnych mistrzostwach Polski w szpadzie kobiet. W 1988 wywalczyła mistrzostwo Polski w pierwszych w historii oficjalnych mistrzostwach Polski w tej konkurencji, a w konkurencji drużynowej zdobyła brązowy medal. Kolejne mistrzostwo Polski indywidualnie wywalczyła w 1989, w tym samym roku była także wicemistrzynią Polski w drużynie. W 1989 została również wicemistrzynią Letniej Uniwersjady w turnieju drużynowym (z Beatą Achenbach, Iwoną Oleszyńską, Anną Rotkiewicz i Renatą Wójcicką). W 1990 startowała na mistrzostwach świata, zajmując indywidualnie 51. miejsce i 8. miejsce drużynowo, a na mistrzostwach Polski wywalczyła brązowy medal mistrzostw Polski drużynowo.
Mieszka i pracuje we Włoszech. Uczestniczy w zawodach weteranów, m.in. w 2007 została mistrzynią Europy indywidualnie, a w 2010 mistrzynią Europy drużynowo w barwach Włoch oraz mistrzynią świata trenerów szermierki, była też mistrzynią Włoch w 2011, 2012 i 2014.